# Хаберман, Мэгги
Мэгги Линдси Хаберман (англ. Maggie Lindsy Haberman; род. 30 октября 1973, Нью-Йорк, Нью-Йорк) — американская журналистка. Старший политический корреспондент газеты The New York Times и старший политический аналитик канала CNN. Ранее работала политическим репортёром в New York Post, Daily News и Politico.

## Ранний период жизни
Хаберман родилась 30 октября 1973 года в Нью-Йорке, США, в семье Клайда Хабермана, журналиста газеты The New York Times, и Нэнси Хаберман (урожденная Спайс), руководителя по связям со СМИ в организации Rubenstein Associates. Мать Хаберман выполняла работу для влиятельных жителей Нью-Йорка, включая предпринимателя Дональда Трампа. В 3 классе Хаберман сыграла главную роль в постановке мюзикла «Энни» в школе Эмили Дикинсон. В 1991 году окончила школу Филдстон, а затем Колледж Сары Лоуренс, в 1995 году получив степень бакалавра.

## Карьера
Профессиональная карьера Хаберман началась в 1996 году, когда она была принята на работу в газету New York Post. В 1999 году Post поручила ей освещать мэрию, где Хаберман заинтересовалась политикой. В течение трёх с половиной лет в начале 2000-х она работала в газете Daily News, где продолжала освещать мэрию. Хаберман вернулась в Post, чтобы освещать президентскую кампанию в США 2008 года и другие политические события. В 2010 году она стала старшим репортёром организации Politico. В 2014 году — политическим аналитиком канала CNN.
В начале 2015 года перешла в газету The New York Times, став политической корреспонденткой президентской кампании в США в 2016 году. По словам одного комментатора, Хаберман «сформировала мощную команду журналистов с Гленном Трашем».
Её стиль репортажа в качестве репортёра Times в Белом доме описан в документальном сериале Лиз Гарбус «Четвёртая власть».
Согласно анализу, проведённому британским стратегом Робом Блэки, Хаберман была одним из самых популярных политических писателей среди сотрудников администрации Байдена в Твиттере.

#### Награды
В 2018 году Хаберман совместно с коллегами из The New York Times и газеты The Washington Post получила Пулитцеровскую премию за национальный репортаж, индивидуальную премию памяти Альдо Бекмана от Ассоциации корреспондентов Белого дома и Front Page Award как журналистка года от Клуба журналисток Нью-Йорка.
Её называют «самым известным репортёром», освещавшим кампанию и президентство Трампа, а также «самым цитируемым журналистом в Докладе Мюллера».

## Личная жизнь
Хаберман вышла замуж за Даре Ардашеса Грегоряна, репортёра Daily News, ранее работавшего в New York Post, который также является сыном Вартана Грегоряна. У них трое детей, и они живут в Бруклине, Нью-Йорк.